# Wolfdale DP
Wolfdale DP è il successore del core Woodcrest alla base dei sistemi biprocessore Intel Xeon DP, arrivato sul mercato il 12 novembre 2007. La nuova CPU porta con sé anche la nuova piattaforma Stoakley, successiva alla precedente Bensley, e basata sul chipset Seaburg.

## Caratteristiche tecniche

### Processo produttivo
Il predecessore di Wolfdale DP, Woodcrest, fu il primo Xeon DP ad essere basato sull'architettura Intel Core Microarchitecture ed era un processore dual core costruito a 65 nm; Wolfdale DP, essendo una variante del core Wolfdale destinata ai server biprocessore, appartiene alla seconda generazione di CPU basate su tale architettura. Viene realizzato mediante il nuovo processo produttivo a 45 nm sempre sfruttando un approccio a Die Monolitico.
Le varie innovazioni apportate all'intera architettura hanno consentito di portare il bus fino a 1600 MHz, mentre la cache L2 condivisa è aumentata del 50% rispetto a Woodcrest, arrivando a 6 MB ed è di tipo associativo a 24 vie; tutto questo comunque non ha comportato aumenti del consumo massimo che non supera gli 80 W, al pari del predecessore.
Il nuovo quantitativo di cache L2 e le altre migliorie introdotte nell'architettura Core grazie a tutta la nuova famiglia di CPU a 45 nm, hanno fatto aumentare di circa il 33% il numero di transistor di Wolfdale DP rispetto a Woodcrest, portandolo da 291 milioni a ben 410 milioni, ma grazie al nuovo processo produttivo, la superficie totale è diminuita del 25% passando da 143 mm² a soli 107 mm², consentendo quindi di migliorare ulteriormente la resa produttiva.

#### Sfruttamento della cache L2
Nei processori dual core e multi core si pone il problema di come sfruttare la grande dotazione di cache L2 e come gestirne l'accesso da parte dei vari core. L'approccio a die monolitico cui si è accennato poco sopra è solo uno degli approcci possibili nella realizzazione, e ognuno di questi comporta pro e contro relativamente ai metodi di fruizione di questa preziosa memoria aggiuntiva. Buona parte di questi aspetti è evidenziata nella voce Dual core (gestione della cache), in cui si fa riferimento anche ad altri processori che sfruttano i differenti approcci.

### Tecnologie implementate
Come ormai abitudine per i chip Intel, anche Wolfdale DP eredita dal proprio predecessore tutte le tecnologie sviluppate nel corso degli anni. Quindi vi si trova il completo supporto a MMX, SSE, SSE2, SSE3, EM64T, XD-bit, SpeedStep e Vanderpool. Per la prima volta vengono implementate anche le nuove istruzioni SSE4 che dovrebbero migliorare le prestazioni velocistiche con varie applicazioni multimediali e di grafica 3D. Esse erano previste già con la prima generazione Woodcrest, ma furono poi rimandate ai progetti a 45 nm in favore di una più semplice ottimizzazione delle SSE3 già incluse. Più precisamente, nei processori appartenenti a questa seconda generazione dell'architettura "Core", sono state implementate solo 47 delle 54 istruzioni previste dal set SSE4 vero e proprio e per questo motivo Intel indica le nuove istruzioni inserite nelle evoluzioni a 45 nm dell'architettura Core, come SSE4.1 (dove.1 indica la prima versione); l'intero set delle istruzioni, indicato come SSE4.2 verrà incorporato solo nella futura architettura Nehalem, successiva alla Core.

### Variante a 4 core di Wolfdale PD: Harpertown
Inizialmente sembrava che il successore comune di Woodcrest e della sua controparte a 4 core Clovertown sarebbe stato Harpertown, sempre a 4 core, ma realizzato a 45 nm e con cache L2 da 12 MB. Quando poi vennero presentate anche soluzioni dual core di Xeon DP a 45 nm, Intel le indicò come Wolfdale DP e fu allora che venne reso pubblico lo sviluppo di tale nuovo progetto.

## Prezzi dei vari modelli al lancio
Continuando con la serie 5xxx introdotta con gli Xeon DP Dempsey (serie 50xx) e proseguita con i Woodcrest (serie 51xx) e Clovertown (serie 53xx), il nome commerciale di Wolfdale DP è Xeon DP serie 52xx. Di seguito i prezzi che i vari modelli presentati avevano al momento del lancio sul mercato l'11 novembre 2007:
- Xeon DP X5272 - 1172 $
- Xeon DP X5260 - 851 $
- Xeon DP E5205 - 177 $

Il 25 marzo 2008 sono stati presentati anche i seguenti modelli:
- Xeon DP E5240
- Xeon DP E5220

e le versioni LV (Low Voltage) a voltaggio ridotto:
- Xeon DP L5240 - 669 $
- Xeon DP L5238

Il 19 ottobre 2008 sono arrivati anche 2 nuovi modelli:
- Xeon DP X5270 - 1172 $
- Xeon DP L5215

### Modelli ancora attesi sul mercato
Era stato annunciato anche l'arrivo del seguente modello, ma successivamente non si è più saputo nulla:
- Xeon DP L5250 - clock di 3,16 GHz, 6 MB di cache L2, BUS a 1333 MHz, 40 W

## Modelli arrivati sul mercato
La tabella seguente mostra i modelli di Xeon DP, basati su core Wolfdale DP, arrivati sul mercato. Molti di questi condividono caratteristiche comuni pur essendo basati su diversi core; per questo motivo, allo scopo di rendere maggiormente evidente tali affinità e "alleggerire" la visualizzazione alcune colonne mostrano un valore comune a più righe. Di seguito anche una legenda dei termini (alcuni abbreviati) usati per l'intestazione delle colonne:
- Nome Commerciale: si intende il nome con cui è stato immesso in commercio quel particolare esemplare.
- Data: si intende la data di immissione sul mercato di quel particolare esemplare.
- Socket: lo zoccolo della scheda madre in cui viene inserito il processore. In questo caso il numero rappresenta oltre al nome anche il numero dei pin di contatto.
- N°Core: si intende il numero di core montati sul package: 1 se "single core" o 2 se "dual core".
- Clock: la frequenza di funzionamento del processore.
- Molt.: sta per "Moltiplicatore" ovvero il fattore di moltiplicazione per il quale bisogna moltiplicare la frequenza di bus per ottenere la frequenza del processore.
- Pr.Prod.: sta per "Processo produttivo" e indica tipicamente la dimensione dei gate dei transistors (180 nm, 130 nm, 90 nm) e il numero di transistor integrati nel processore espresso in milioni.
- Voltag.: sta per "Voltaggio" e indica la tensione di alimentazione del processore.
- Watt: si intende il consumo massimo di quel particolare esemplare.
- Bus: frequenza del bus di sistema.
- Cache: dimensione delle cache di 1º e 2º livello.
- XD: sta per "XD-bit" e indica l'implementazione della tecnologia di sicurezza che evita l'esecuzione di codice malevolo sul computer.
- 64: sta per "EM64T" e indica l'implementazione della tecnologia a 64 bit di Intel.
- HT: sta per "Hyper-Threading" e indica l'implementazione della esclusiva tecnologia Intel che consente al sistema operativo di vedere 2 core logici.
- ST: sta per "SpeedStep Technology" ovvero la tecnologia di risparmio energetico sviluppata da Intel e inserita negli ultimi Pentium 4 Prescott serie 6xx per contenere il consumo massimo.
- VT: sta per "Vanderpool Technology", la tecnologia di virtualizzazione che rende possibile l'esecuzione simultanea di più sistemi operativi differenti contemporaneamente.

| Nome Commerciale | Data        | Socket | N°Core | Clock    | Molt. | Pr.Prod.       | Voltag. | Watt | Bus      | Cache            | XD | 64 | HT | ST | VT |
| ---------------- | ----------- | ------ | ------ | -------- | ----- | -------------- | ------- | ---- | -------- | ---------------- | -- | -- | -- | -- | -- |
| Xeon DP E5205    | 12/nov/2007 | 771    | 2      | 1,86 GHz | 7x    | 45 nm 410 mil. | 1,21 V  | 65 W | 1066 MHz | L1=2x64KB L2=6MB | Sì | Sì | No | Sì | Sì |
| Xeon DP X5260    | 12/nov/2007 | 771    | 2      | 3,33 GHz | 10x   | 45 nm 410 mil. | 1,21 V  | 80 W | 1333 MHz | L1=2x64KB L2=6MB | Sì | Sì | No | Sì | Sì |
| Xeon DP X5272    | 12/nov/2007 | 771    | 2      | 3,4 GHz  | 8,5x  | 45 nm 410 mil. | 1,21 V  | 80 W | 1600 MHz | L1=2x64KB L2=6MB | Sì | Sì | No | Sì | Sì |
| Xeon DP E5220    | 25/mar/2008 | 771    | 2      | 2,33 GHz | 7x    | 45 nm 410 mil. | 1,21 V  | 65 W | 1333 MHz | L1=2x64KB L2=6MB | Sì | Sì | No | Sì | Sì |
| Xeon DP E5240    | 25/mar/2008 | 771    | 2      | 3 GHz    | 9x    | 45 nm 410 mil. | 1,21 V  | 65 W | 1333 MHz | L1=2x64KB L2=6MB | Sì | Sì | No | Sì | Sì |
| Xeon DP X5270    | 19/ott/2008 | 771    | 2      | 3,5 GHz  | 10,5x | 45 nm 410 mil. | 1,21 V  | 80 W | 1333 MHz | L1=2x64KB L2=6MB | Sì | Sì | No | Sì | Sì |
| Xeon DP L5215    | 19/ott/2008 | 771    | 2      | 1,86 GHz | 7x    | 45 nm 410 mil. | N.A.    | 20 W | 1066 MHz | L1=2x64KB L2=6MB | Sì | Sì | No | Sì | Sì |
| Xeon DP L5238    | 25/mar/2008 | 771    | 2      | 2,66 GHz | 8x    | 45 nm 410 mil. | N.A.    | 35 W | 1333 MHz | L1=2x64KB L2=6MB | Sì | Sì | No | Sì | Sì |
| Xeon DP L5240    | 25/mar/2008 | 771    | 2      | 3 GHz    | 9x    | 45 nm 410 mil. | N.A.    | 40 W | 1333 MHz | L1=2x64KB L2=6MB | Sì | Sì | No | Sì | Sì |

Nota: la tabella soprastante è un estratto di quella completa contenuta nella pagina dello Xeon.

## Il successore
Il successore di Wolfdale DP è lo stesso processore che è andato a succedere alla sua controparte a 4 core Harpertown, e si tratta del primo Xeon DP basato sulla nuova architettura Nehalem. Tale processore è Gainestown che è arrivato sul mercato il 30 marzo 2009 sia in versioni a 4 core che dual core.